# Sint-Dionysiuskerk (Roborst)

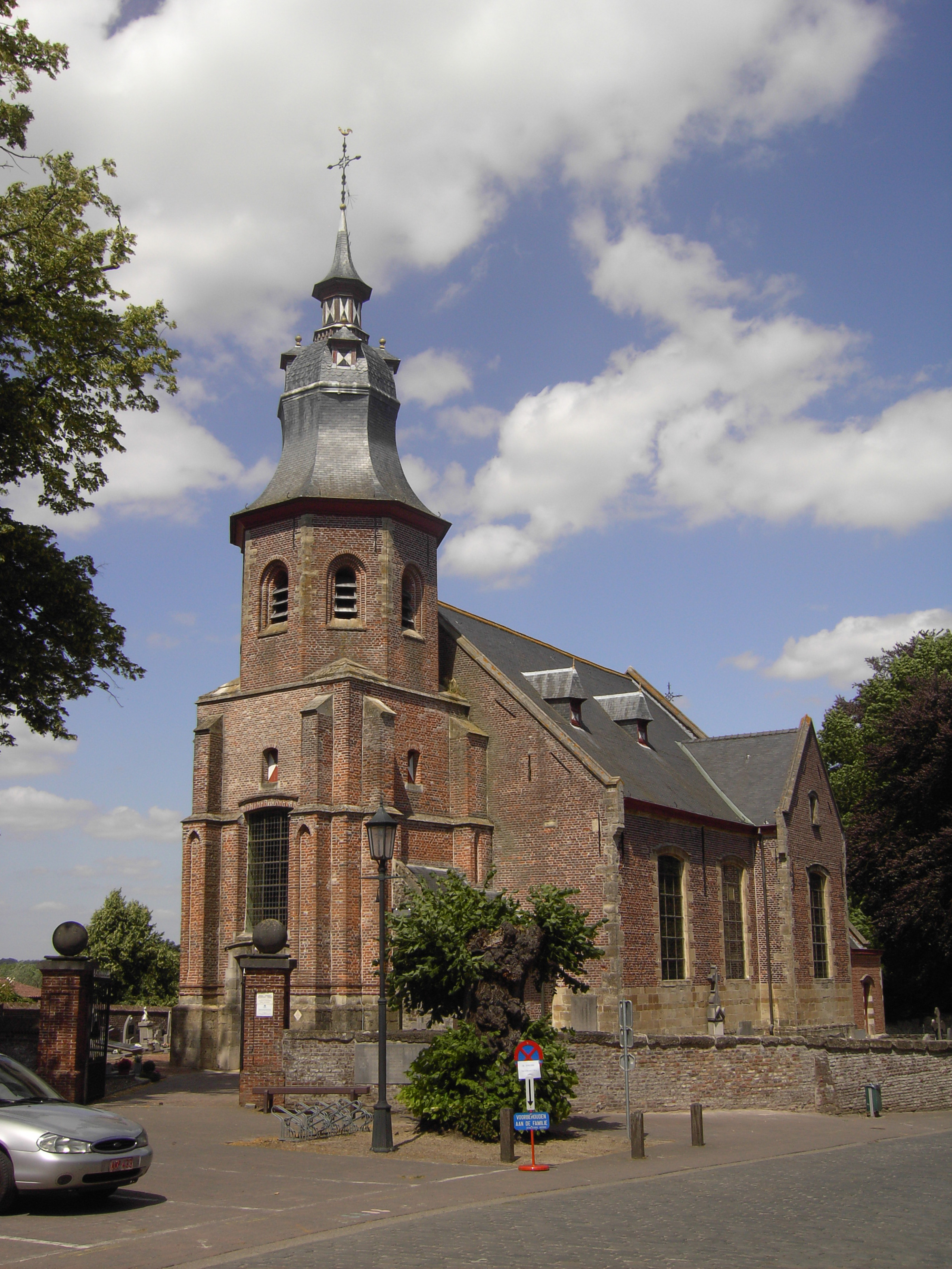
Sint-Dionysiuskerk

De Sint-Dionysiuskerk is de parochiekerk van de tot de Oost-Vlaamse gemeente Zwalm behorende plaats Roborst, gelegen aan de Borstekouterstraat 59.

## Geschiedenis
Voor het eerst is sprake van een kerk in 1040 toen een deel der rechten werd geschonken aan de Sint-Pietersabdij te Gent.
In de 13e eeuw stond er een romaans kerkje terwijl omstreeks 1500 een gotisch koor werd gebouwd. In 1648 werd een nieuwe torenverdieping opgericht en in 1767 had een ingrijpende verbouwing plaats.

## Gebouw
De driebeukige kruis kerk werd opgetrokken in baksteen en zandsteen. Er is een voorgebouwde westtoren waarvan de vierkante onderbouw uit de 15e eeuw stamt en in Doornikse steen werd opgetrokken. Hierboven een achtkante klokkenverdieping uit 1648 in baksteen met een klokvormige spits. De doopkapel is gebouwd in ijzerzandsteen, Doornikse steen en Balegemse steen. De stenen zijn wellicht 12e-eeuws maar kunnen later zijn hergebruikt.
Het schip heeft een zandstenen plint waarop een 18e-eeuwse bakstenen geveldeel dat voorzien is van steekboogvensters. Het noordelijke transept is van omstreeks 1300. Het 15e-eeuws gotisch koor is in baksteen uitgevoerd. In 1767 werd het koor verhoogd.

## Interieur
Het interieur is versierd met rococomotieven.
De kerk bezit een aantal schilderijen zoals de Tenhemelopneming van Maria, toegeschreven aan Maerten de Vos. Ook zijn er 17e- of 18e-eeuwse schilderijen van heiligen zoals Hieronymus, Thomas van Aquino en Augustinus.
De meeste beelden zijn uit de 2e helft van de 19e eeuw.
Het hoofdaltaar is van 1777 en de zijaltaren, gewijd aan Onze-Lieve-Vrouw respectievelijk Sint-Dionysius, zijn van 1771. Uit hetzelfde tijdvak stammen de lambrisering en de communiebank die in Lodewijk XVI-stijl is uitgevoerd. Uit de 18e eeuw zijn verder de preekstoel, twee biechtstoelen en het doopvont.
Het Van Peteghem-orgel is van 1836.